# Абрагам Міньйон
Абрагам Міньйон  (нім. Abraham Mignon хрестини 21 червня, 1640, Франкфурт-на-Майні — 27 березня, 1679 поховання, Утрехт?) — німецькомовний нідерландський художник, майстер натюрмортів.

## Життєпис
Народився у червні 1640 року в родині німецького комерсанта, хрещення відбулося 21 червня. Батько влаштував сина у помічники до художника Якоба Маррела. Маррел спеціалізувався на створенні квіткових натюрмортів. Абрагам був серед його найкращих учнів.
Згодом обидва перебрались на житло у місто Утрехт, де працювали у майстерні місцевого художника Ян Девідс де Хем .

## Перелік обраних творів
- «Натюрморт із котом та вазою з квітами, що падає»
- «Натюрморт з устрицями, фруктами і порцеляною»
- «Тондо з жіночою фігурою у гірлянді квітів»
- «Квітковий натюрморт з мишами і комахами»
- «Натюрморт з мисливськими трофеями»
- «Натюрморт з фруктами, овочами і пташиним гніздом»

## Галерея обраних творів

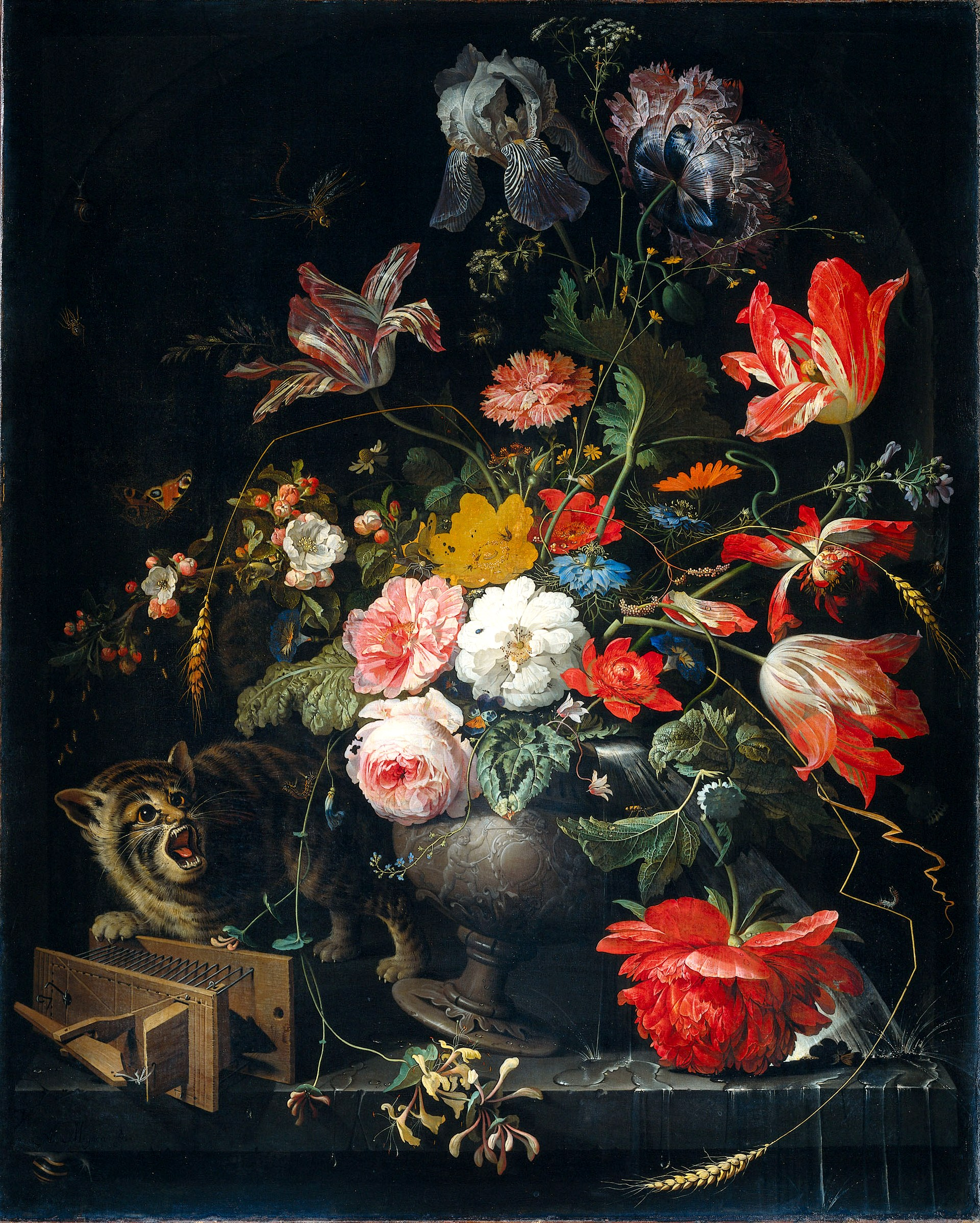
Абрагам Міньйон (1640—1679). «Натюрморт із котом та вазою з квітами, що падає».

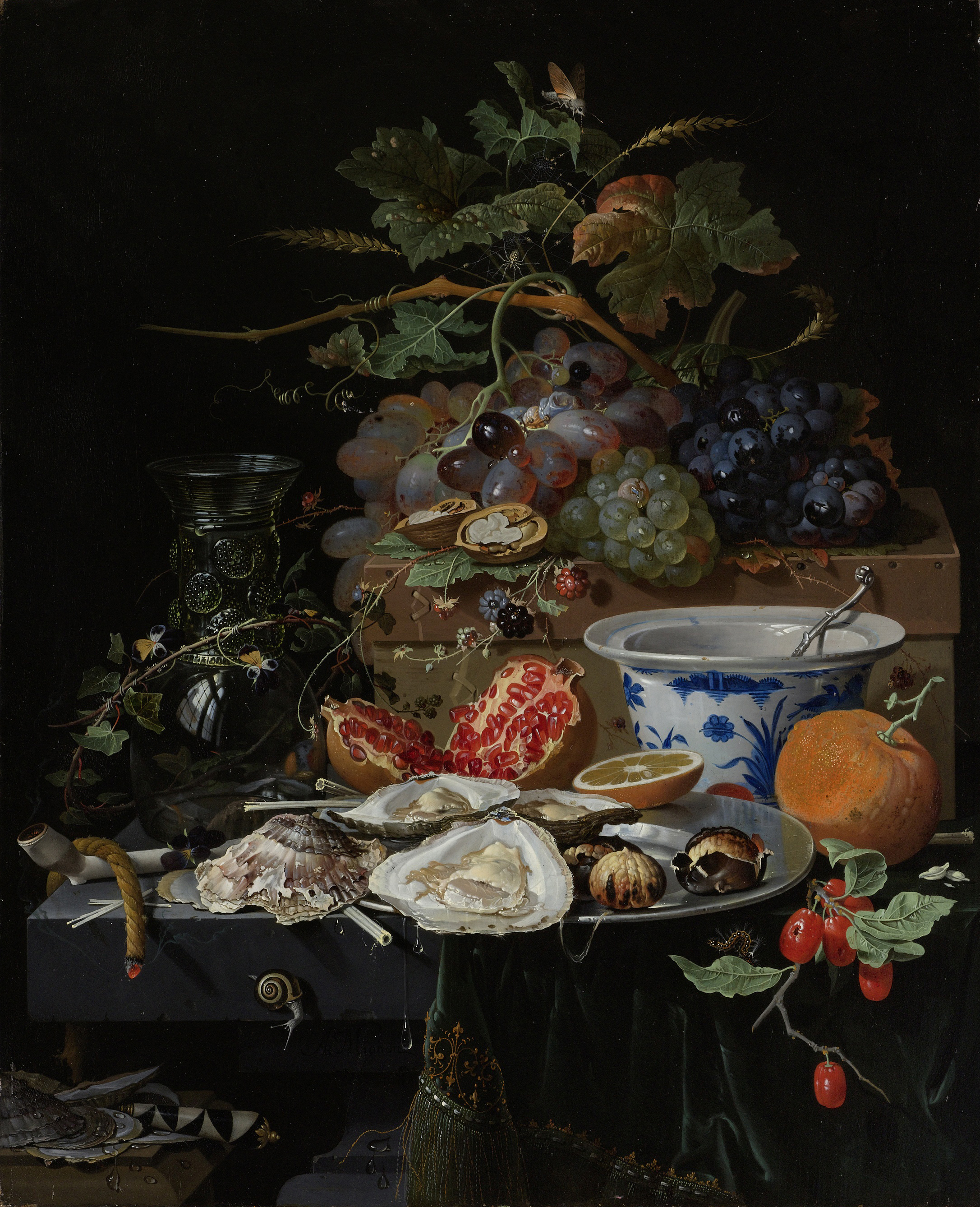
Абрагам Міньйон. «Натюрморт з устрицями, фруктами і порцеляною», після 1660 р.
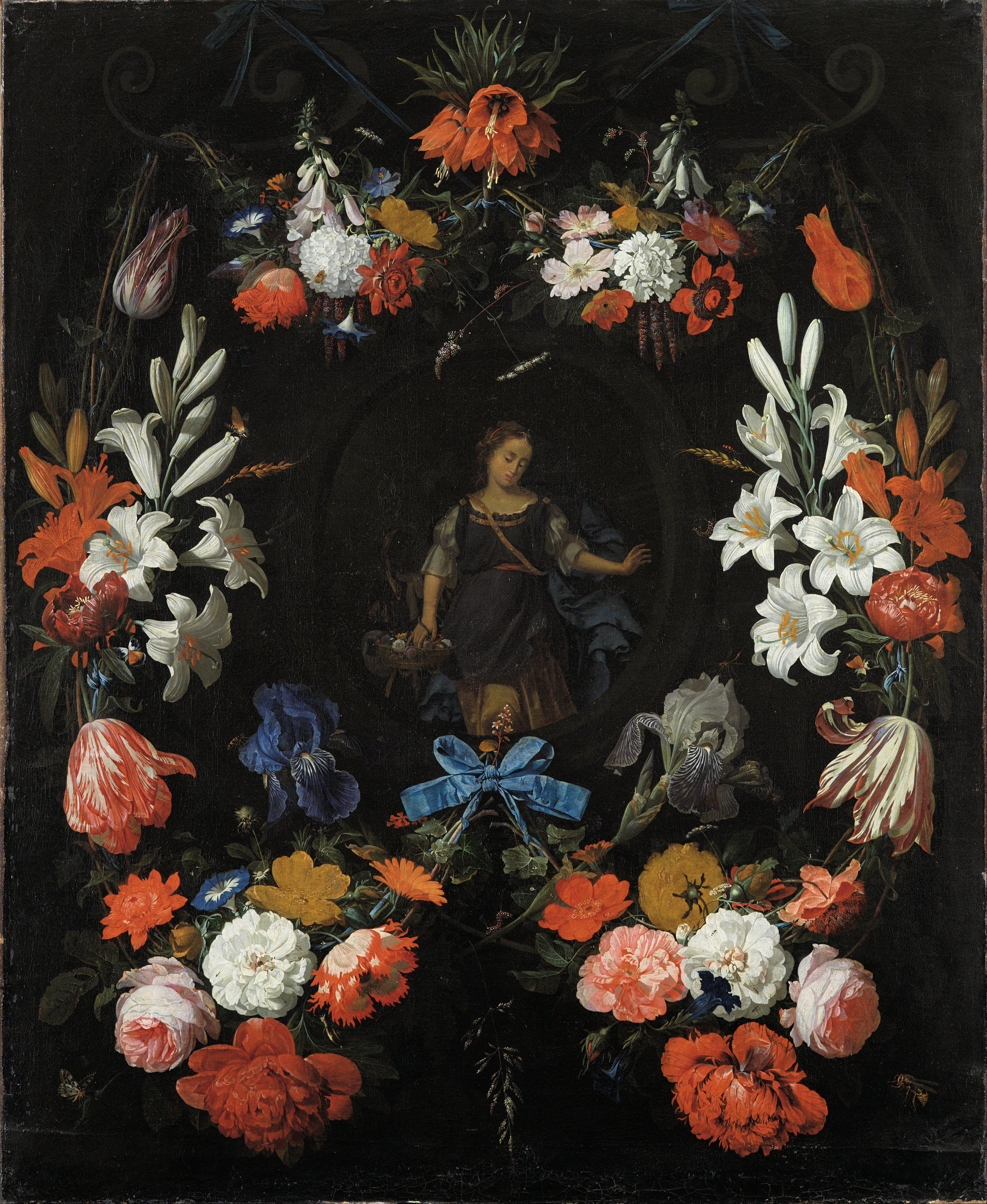
Абрагам Міньйон. «Тондо з жіночою фігурою у гірлянді квітів», бл. 1675 р.
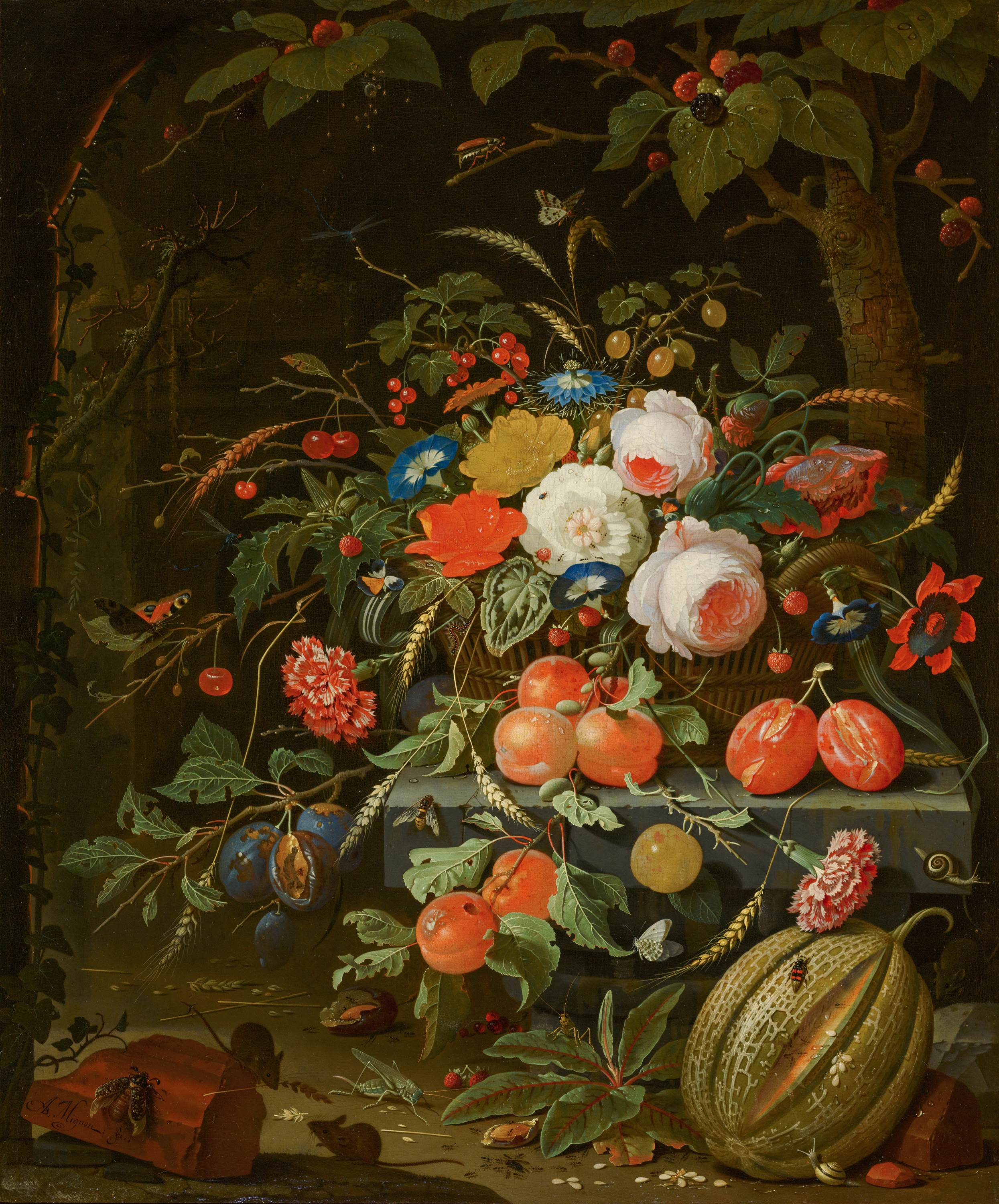
Абрагам Міньйон. «Квітковий натюрморт з мишами і комахами»
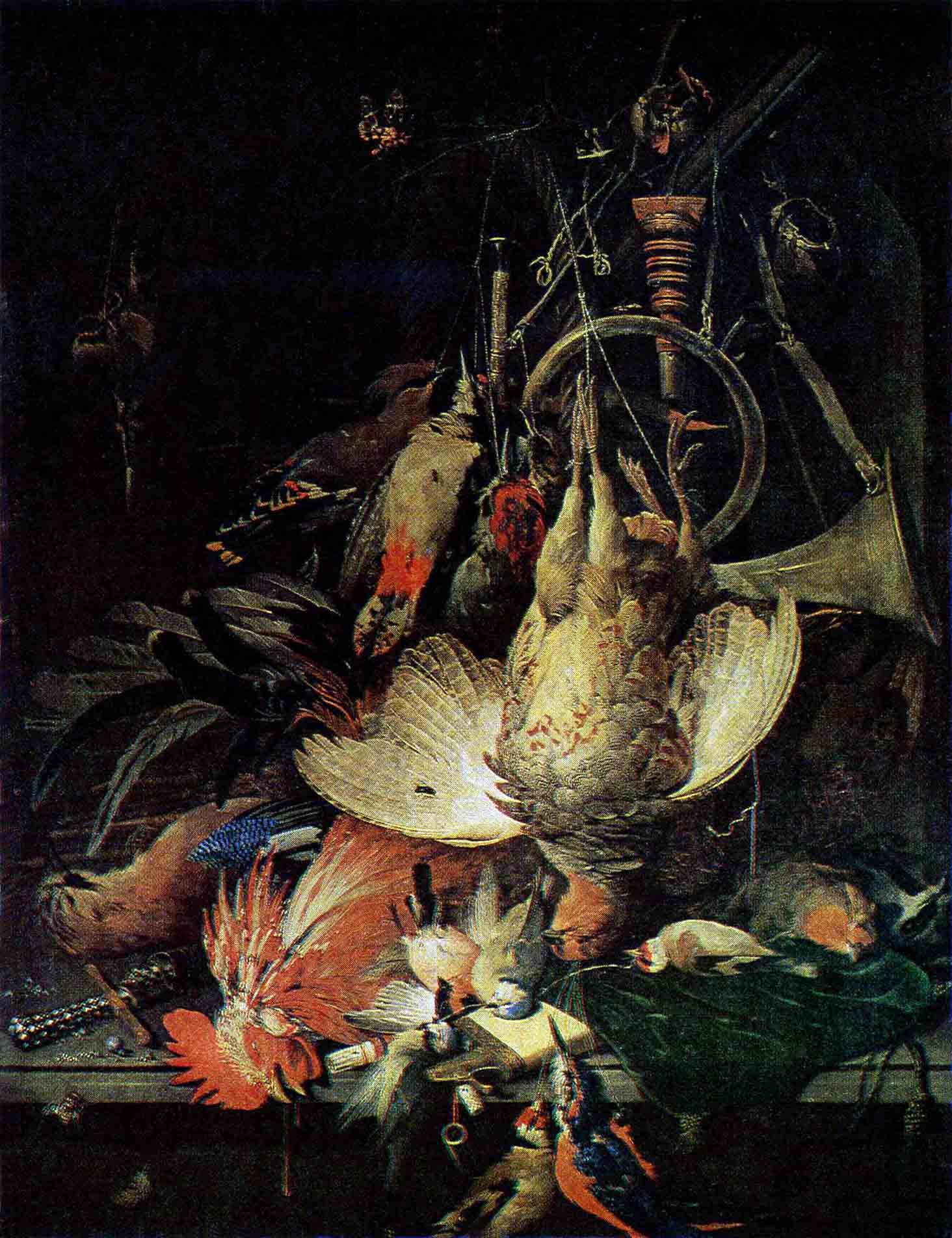
Абрагам Міньйон. «Натюрморт з мисливськими трофеями», бл. 1665 р.
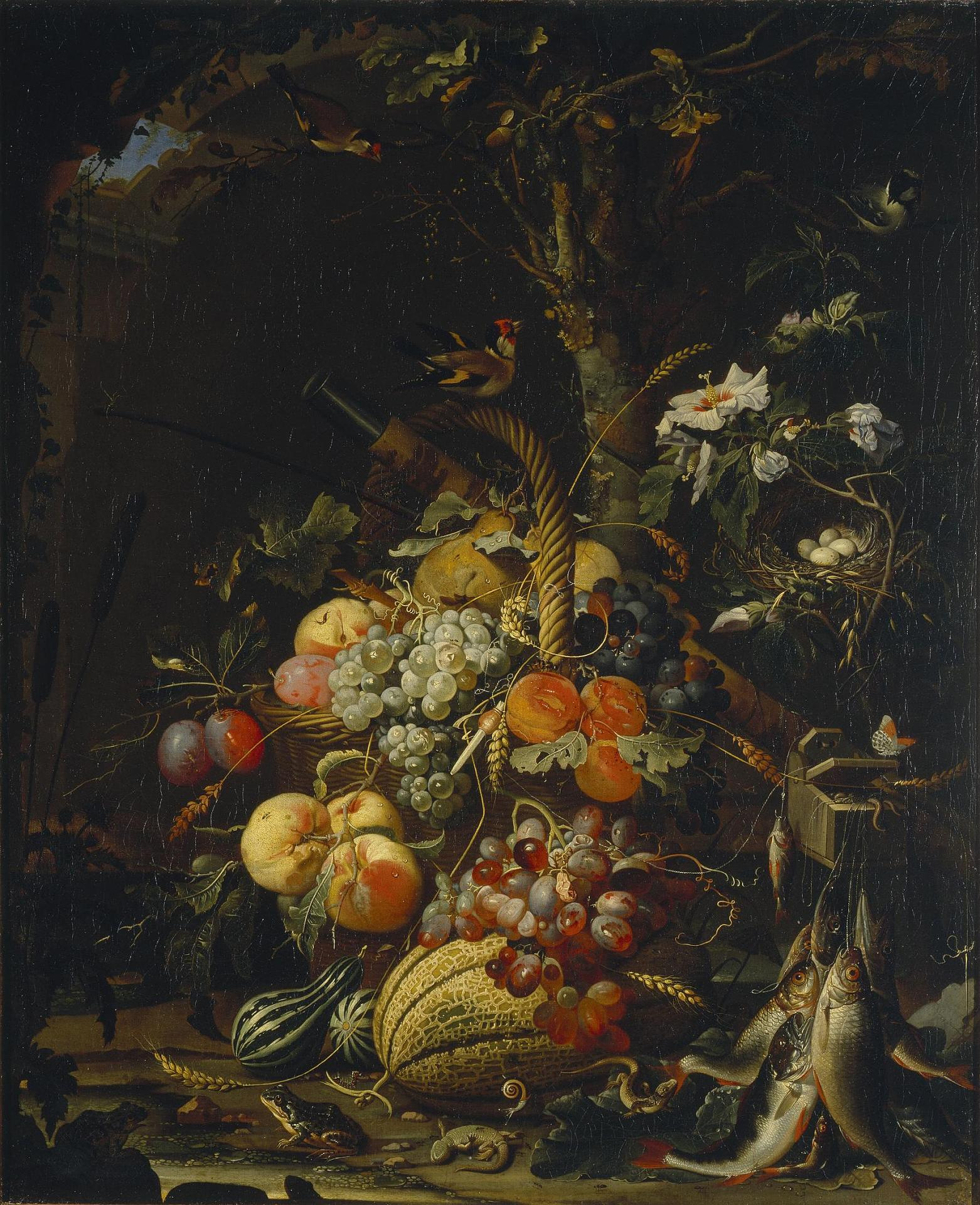
Абрагам Міньйон. «Натюрморт з фруктами, овочами і пташиним гніздом».

## У музеях світу
Твори художника розійшлися музеями світу. Найбільша їх кількість у Дрезденській картинній галереї, дещо менше в Ермітажі, Санкт-Петербург. 

## Див.також
- Живопис бароко
- Натюрморт
- Проблема часу і бароковий натюрморт
- Квітковий натюрморт 17 століття